# Augustyn Suski
Augustyn Suski ps. „Stefan Brus” (ur. 8 listopada 1907 w Szaflarach, zm. 24 maja 1942 w  KL Auschwitz) – polski poeta i działacz ruchu ludowego, pedagog; założyciel Konfederacji Tatrzańskiej.

## Życiorys

### Młodość
Do szkoły podstawowej uczęszczał w rodzinnej miejscowości, szkołę średnią ukończył w Nowym Targu w 1926, następnie studiował na Wydziale Filozoficznym Uniwersytetu Jagiellońskiego, studia przerwał ze względu na trudności finansowe w 1928. Na przełomie 1928 i 1929 odbywał służbę wojskową w Szkole Podchorążych w Berezie Kartuskiej. 16 października 1930 ponownie rozpoczął studia na UJ, ukończył polonistykę w czerwcu 1935. Swoje utwory publikował w Gazecie Podhalańskiej i kwartalniku Marchołt. Tematyka utworów poetyckich związana jest z kulturą regionu, a publicystyka dotyczy spraw wsi.
Na uniwersytetach ludowych w Michałówce k. Dubna i w Różynie k. Kowla wykładał historię ruchu ludowego i kulturę ludową, język polski i problematykę współczesnej Polski oraz historię powszechną, wplatając do wykładów opisy czasów kozackich z historii Ukrainy. Należał do przedwojennego Związku Młodzieży Wiejskiej na Wołyniu. Przyjaciel polskiej i ukraińskiej młodzieży wołyńskiej.

### Lata okupacji
Na początku wojny został aresztowany; po opuszczeniu więzienia 15 maja 1941 powrócił na Podhale, gdzie założył konspiracyjną organizację Konfederacja Tatrzańska. Opracował dla niej materiały organizacyjne oraz deklarację ideową.
W wyniku przeniknięcia do organizacji prowokatora Heinza Wegnera został ponownie aresztowany. Przesłuchiwany przez gestapo w Palace w Zakopanem, był poddany torturom. Więziony w Tarnowie, następnie wysłany został do niemieckiego obozu koncentracyjnego KL Auschwitz (nr obozowy 27 399), gdzie zmarł 24 maja 1942 r. z wycieńczenia.

### Twórczość
Wiersze i inne utwory publikował od 1927 w czasopismach i wygłaszał je też przez radio. Cykl wierszy ukazał się w czasopiśmie „Marchołt”  w 1935 r. i w książce Poezja Młodego Podhala  w 1937 r. Pisał przeważnie w gwarze góralskiej tak jak to ogłosił w wierszu Do gwary mojej.
Wiersz z czasu okupacji „Będziemy żyć"
Będziemy żyć! Bo siłą naszą mocarny duch, którego złamać żadna bezprawna siła nie zdoła. Bo siła nasza – to wielka myśl, co w złotą przyszłość woła. Zginą twe syny – to nic. Ale zostanie serce narodu co bije, woła przez kres tyranię i łzy „przetrwamy” i choć koniec daleko, przetrwamy!...

## Upamiętnienie
W 60. rocznicę śmierci Augustyna Suskiego odsłonięto jego pomnik w rodzinnych Szaflarach. Jego imię nosi Zespół Szkół w Szaflarach jak również Zespół Szkół Centrum Kształcenia Rolniczego w Nowym Targu.
Jest wymieniony wśród poległych absolwentów I Liceum Ogólnokształcącego w Nowym Targu na tablicy upamiętniającej zamordowanych uczniów i nauczycieli. 
W 2020 pośmiertnie odznaczony Krzyżem Orderu Krzyża Niepodległości.